# 1748 a tudományban
Az 1748. év a tudományban és a technikában.

## Matematika
- Leonhard Euler publikálja Analysis Infinitorum című munkáját

## Orvostudomány
- John Fothergill publikálja az Account of the Sore Throat, attended with Ulcers című munkáját, mely a diftéria egyik korai leírását tartalmazza.

## Régészet
- Újra felfedezik Pompeji romjait.

## Díjak
- Copley-érem: James Bradley

## Születések
- február 27. - Anders Sparrman botanikus († 1820)
- március 5. - Jonas Dryander botanikus († 1810)
- március 10. - John Playfair tudós és matematikus († 1819)
- április 12. - Antoine Laurent de Jussieu botanikus († 1836)
- június 30. - Jean-Dominique Cassini csillagász († 1845)
- augusztus 8. - Johann Friedrich Gmelin természettudós († 1804)
- december 9. - Claude Louis Berthollet kémikus († 1822)

## Halálozások
- január 1. - Johann Bernoulli matematikus (* 1667)
- november - Alekszej Csirikov felfedező (* 1703)